# سام اسنید
ساموئل جکسون (۲۷ مه ۱۹۱۲–۲۳ مه ۲۰۰۲) یک گلف باز حرفه‌ای آمریکایی بود که بیشتر از چهار دهه یکی از بهترین بازیکنان گلف جهان بود.

## زندگی شخصی
اسنید در اشوود، ویرجینیا، نزدیک هات اسپرینگز متولد شد، در سن هفت سالگی بازی را در هومستید در هات اسپرینگ آغاز کرد.

## مرگ
اسنید در سال ۲۰۰۲ در هات اسپرینگ، ویرجینیا، بر اثر سکته مغزی، چهار روز قبل از تولد ۹۰ سالگی خود، فوت کرد.